# Malumbi
Malumbi is een bestuurslaag in het regentschap Oost-Soemba van de provincie Oost-Nusa Tenggara, Indonesië. Malumbi telt 1876 inwoners (volkstelling 2010).